# Radgoszcz (gmina)
Pour les articles homonymes, voir Radgoszcz.
Radgoszcz est une gmina rurale du powiat de Dąbrowa, Petite-Pologne, dans le sud de la Pologne. Son siège est le village de Radgoszcz, qui se situe environ 11 km au nord-est de Dąbrowa Tarnowska et 86 km à l'est de la capitale régionale Cracovie.
La gmina couvre une superficie de 88,3 km2 pour une population de 7 315 habitants.

## Géographie
La gmina inclut les villages de Luszowice, Małec, Radgoszcz, Smyków et Żdżary.
La gmina borde les gminy de Czarna, Dąbrowa Tarnowska, Lisia Góra, Radomyśl Wielki, Szczucin et Wadowice Górne.